# Esaias Tegnér
Esaias Tegnér (ur. 13 listopada 1782 w Kyrkerud w Värmland, zm. 2 listopada 1846 w Bstrabo k. Växjö) – szwedzki poeta. Uchodzi za największego szwedzkiego epika początku XIX wieku i jest nazywany szwedzkim poetą narodowym.
Jego wnuk (Esaias Tegnér) był filologiem.

## Życiorys
W wieku 9 lat został osierocony przez ojca. W 1802 ukończył studia na Uniwersytecie w Lundzie, w 1810 został na nim profesorem greki, a w 1818 członkiem Akademii Szwedzkiej. Wykładał na uniwersytecie w Lundzie do 1824, gdy został biskupem Växjö. W 1811 napisał, a w 1817 wydał poemat Svea (Szwecja; wyd. pol. 1883) na temat klęski Szwecji w wojnie z Rosją 1808–1809. W sporach okresu romantyzmu zajmował stanowisko pośrednie między „nurtem idealistycznym” a „nurtem narodowym”. W 1825 opublikował poemat Frithiofowa saga (wyd. pol. 1856), w którym sięgał do motywów literatury staroskandynawskiej, głównie Sagi o Frithjofie Dzielnym. Poza tym pisał wiersze okolicznościowe (m.in. ku czci Napoleona), tworzył lirykę filozoficzną i refleksyjną, pozostawił również bogatą korespondencję. Polski wybór jego wierszy ukazał się w 1897 w zbiorze Ulotne poezje.